# Championnats d'Asie d'athlétisme en salle 2014
Navigation
Hangzhou 2012 Édition suivante
Les 6es Championnats d'Asie d'athlétisme en salle se déroulent les 15 et 16 février 2014 à Hangzhou, en Chine sous l'égide de l'Association asiatique d'athlétisme. Hangzhou avait déjà accueilli la compétition en 2012.

## Résultats

### Hommes
| 60 m | Samuel Francis 6 s 61                                                                            | Femi Ogunode 6 s 62                                                 | Reza Ghasemi 6 s 68                                                                        |
| 400 m | Mehdi Zamani 48 s 25                                                                             | Sergey Zaykov 48 s 37                                               | Ahmed Mubarak Saleh 48 s 51                                                                |
| 800 m | Abdulrahman Musaeb Bala 1 min 50 s 27                                                            | Ibrahim Renoud al-Zafairi 1 min 50 s 86                             | Yasuhiro Nakamura 1 min 50 s 94                                                            |
| 1 500 m | Mohamad al-Garni 3 min 48 s 79                                                                   | Hamza Driouch 3 min 49 s 55                                         | Mohamed Mutlak al-Azimi 3 min 50 s 79                                                      |
| 3 000 m | Mohamad al-Garni 8 min 08 s 65                                                                   | Ali Abubaker Kamal 8 min 09 s 48                                    | Tetsuya Yoroizaka 8 min 11 s 73                                                            |
| 60 m haies | Abdulaziz al-Mandeel 7 s 80                                                                      | Yaqoub al-Yoha 7 s 90                                               | Huang Hao 7 s 90                                                                           |
| 4 × 400 m | Kazakhstan Dmitriy Korobeynikov Igor Kondratyev Omirserik Bekenov Sergey Zaykov 3 min 12 s 94 NR | Chine Zhang Huadong Qin Jian Chen Jianxin Zhu Chenbin 3 min 13 s 43 | Oman Obaid al-Quraini Ahmed al-Marjabi Othman al-Busaidi Ahmed Mubarak Saleh 3 min 13 s 49 |
| Saut en hauteur | Mutaz Essa Barshim 2,36 m                                                                        | Majd Eddine Ghazal 2,20 m                                           | Zhang Guowei 2,20 m                                                                        |
| Saut à la perche | Hsieh Chia-Han 5,15 m                                                                            | Zhou Bo 5,15 m                                                      | Ryo Tanaka 5,15 m                                                                          |
| Saut en longueur | Saleh Abdelaziz al-Haddad 7,94 m NR                                                              | Mohammad Arzandeh 7,80 m NR                                         | Jie Lei 7,76 m                                                                             |
| Triple saut | Fu Haitao 16,21 m                                                                                | Roman Valiyev 16,16 m                                               | Ruslan Kurbanov (athlétisme) 16,00 m                                                       |
| Lancer du poids | Om Prakash Singh 19,07 m                                                                         | Wang Guangfu 18,64 m                                                | Li Jun 18,52 m                                                                             |
| Heptathlon | Dmitriy Karpov 5752 pts                                                                          | Akihiko Nakamura 5693 pts NR                                        | Leonid Andreyev 5561 pts                                                                   |
| Records et Performances - AR : Record continental (area record) - CR : Record des championnats (championship record) - MR : Record du meeting (meet record) - NR : Record national (national record) - OR : Record olympique (olympic record) - PR : Record paralympique (paralympic record) - PB : Record personnel (personal best) - SB : Meilleure performance personnelle de la saison (season's best) - WL : Meilleure performance mondiale de l'année (world leader) - WJR : Record du monde junior (world junior record) - WR : Record du monde (world record) Circonstances et Conditions - DNF : N'a pas terminé (did not finish) - DNS : N'a pas pris le départ (did not start) - DQ : Disqualification (disqualification) - NM : Aucun essai valable enregistré (No Mark) - Q : Qualifié « directement » au prochain tour (ou à la prochaine compétition), lors d'une compétition majeure, grâce au classement ou à la réalisation des minima (automatic qualifier) - q : Qualifié au prochain tour (ou à la prochaine compétition), lors d'une compétition majeure, grâce au repêchage ou à la réalisation de l'une des meilleures performances parmi celles des « non qualifiés directement » (grâce au meilleur temps ou à la meilleure distance par exemple) (secondary qualifier) |                                                                                                  |                                                                     |                                                                                            |

### Femmes
| 60 m | Tao Yujia 7 s 36                                                                         | Olga Safronova 7 s 41                                                                       | Maryam Toosi 7 s 50                                                |
| 400 m | Maryam Toosi 54 s 24                                                                     | Yuliya Rakhmanova 54 s 37                                                                   | Olga Andreyeva 55 s 74                                             |
| 800 m | Tatyana Yurchenko 2 min 14 s 20                                                          | Kseniya Faiskanova 2 min 14 s 47                                                            | Tatyana Neroznak 2 min 14 s 61                                     |
| 1 500 m | Maryam Yusuf Jamal 4 min 19 s 42                                                         | Betlhem Desalegn 4 min 19 s 83                                                              | Irina Moroz 4 min 25 s 36                                          |
| 3 000 m | Maryam Yusuf Jamal 8 min 43 s 16 NR                                                      | Betlhem Desalegn 8 min 46 s 54 NR                                                           | Alia Mohamed Saeed 8 min 56 s 78                                   |
| 60 m haies | Wu Shuijiao 8 s 02 NR                                                                    | Anastasiya Soprunova 8 s 27                                                                 | Sun Yawei 8 s 37                                                   |
| 4 × 400 m | Kazakhstan Elina Mikhina Tatyana Yurchenko Olga Andreyeva Yulia Rakhmanova 3 min 42 s 45 | Thaïlande Karat Srimuang Atchima Eng-Chuan Pornpan Hoemhuk Treewadee Yongphan 3 min 42 s 55 | Chine Zhou Yanling Chen Jingwen Li Manyuan Wang Huan 3 min 43 s 89 |
| Saut en hauteur | Svetlana Radzivil 1,96 m NR                                                              | Zheng Xingjuan 1,91 m                                                                       | Zhao Jian 1,80 m                                                   |
| Saut à la perche | Tomomi Abiko 4,30 m                                                                      | Xu Huiqin Ren Mengqian 4,15 m                                                               | Pas d'autre médaille attribuée                                     |
| Saut en longueur | Yurina Hiraka 6,34 m                                                                     | Darya Reznichenko 6,30 m                                                                    | Jiang Yanfei 6,22 m                                                |
| Triple saut | Anastasiya Juravleva 13,60 m                                                             | Aleksandra Kotlyarova 13,45 m                                                               | Li Xiaohong 13,43 m                                                |
| Lancer du poids | Safiya Burkhanova 16,80 m                                                                | Bian Ka 16,60 m                                                                             | Lin Chia-Ying 16,52 m                                              |
| Pentathlon | Wang Qingling 4 246 pts                                                                  | Yuliya Tarasova 3 985 pts                                                                   | Irina Karpova 3 951 pts                                            |
| Records et Performances - AR : Record continental (area record) - CR : Record des championnats (championship record) - MR : Record du meeting (meet record) - NR : Record national (national record) - OR : Record olympique (olympic record) - PR : Record paralympique (paralympic record) - PB : Record personnel (personal best) - SB : Meilleure performance personnelle de la saison (season's best) - WL : Meilleure performance mondiale de l'année (world leader) - WJR : Record du monde junior (world junior record) - WR : Record du monde (world record) Circonstances et Conditions - DNF : N'a pas terminé (did not finish) - DNS : N'a pas pris le départ (did not start) - DQ : Disqualification (disqualification) - NM : Aucun essai valable enregistré (No Mark) - Q : Qualifié « directement » au prochain tour (ou à la prochaine compétition), lors d'une compétition majeure, grâce au classement ou à la réalisation des minima (automatic qualifier) - q : Qualifié au prochain tour (ou à la prochaine compétition), lors d'une compétition majeure, grâce au repêchage ou à la réalisation de l'une des meilleures performances parmi celles des « non qualifiés directement » (grâce au meilleur temps ou à la meilleure distance par exemple) (secondary qualifier) |                                                                                          |                                                                                             |                                                                    |